# 발렌티누 라자루
발렌틴 란두 라자루(포르투갈어: Valentin Lando Lazaro, 1996년 3월 24일 ~ )는 오스트리아의 축구 선수로, 현재 이탈리아 세리에 A의 토리노에서 뛰고 있다. 포지션은 우측 미드필더이다.
오스트리아 그라츠에서 앙골라인 아버지와 그리스인 어머니의 아들로 태어났다. 2012년부터 2017년까지 레드불 잘츠부르크 소속으로 활약하면서 팀의 오스트리아 분데스리가 5회 우승, 오스트리아컵 5회 우승에 기여했다. 특히 16세 224일이 되던 2012년 11월 3일에 열린 아드미라와의 리그 경기에 처음 출전하면서 오스트리아 분데스리가 최연소 선수 기록을 세웠다.
2017년에 독일의 헤르타 BSC로 이적했다가 2019년 7월 1일에 이탈리아의 인테르나치오날레로 이적했다. 2020년에는 뉴캐슬 유나이티드, 보루시아 묀헨글라트바흐로 임대되기도 했다. 2021년과 2022년에는 벤피카, 토리노로 임대되기도 했다.